# Тарагай-Бясь
Тарагай-Бясь (якут. Тараҕай Бэс) — село в Намском улусе Якутии России. Входит в состав Хомустахского 2-го наслега. Население — 41 чел. (2021), большинство — якуты .

## География
Село расположено в пределах Центрально-Якутской равнины, на правом берегу реки Лена, у озера Усун-Кюёль.
Географическое положение
Расстояние до улусного центра — село Намцы — 21 км..
Климат
Средняя температура января −42 °C, июля +17…+18 °С. Осадков выпадает около 200—250 мм в год.

## История
Согласно Закону Республики Саха (Якутия) от 30 ноября 2004 года N 173-З N 353-III село вошло в образованное муниципальное образование Хомустахский 2-й наслег.

## Население
| 2002 | 2010 | 2021 |
| ---- | ---- | ---- |
| 58   | ↘52  | ↘41  |

Национальный состав
Согласно результатам переписи 2002 года, в национальной структуре населения якуты составляли 98 % от общей численности населения в 57 чел..

## Инфраструктура
Животноводство (мясо-молочное скотоводство, мясное табунное коневодство).
Дом культуры, средняя общеобразовательная школа, учреждения здравоохранения и торговли находится в центре наслега — селе Хатас.

## Транспорт
Автомобильный транспорт.